# Кожанський район
Кожанський район (до 1925 року — Триліський район) — адміністративно-територіальна одиниця Білоцерківської округи Київської губернії Української РСР з адміністративним центром у смт Кожанка (до 1925 року — с. Триліси).

## Населення
Станом на 1923 рік кількість населення району становила 28 892 особи.
На 1 січня 1926 року кількість населення району становила 38 514 осіб, з них 18 510 чоловіків та 20 004 жінки.
Відповідно до перепису населення СРСР, кількість мешканців району станом на 17 грудня 1926 року становила 38 841 особу.

## Історія та адміністративний устрій
Утворений 7 березня 1923 року як Триліський район, відповідно до постанови Всеукраїнського центрального виконавчого комітету «Про адміністративно-територіальний поділ», в складі Кожанської (Триліської) і Романівської волостей Білоцерківського та Сквирського повітів Київської губернії. 27 березня 1925 року, відповідно до постанови ВУЦВК та РНК УСРР «Про зміни в адміністраційно-територіяльному поділі Київщини й Поділля», адміністративний центр району перенесено до с. Кожанка з перейменуванням району на Кожанський.
На 1 січня 1926 року площа території району становила 414,3 км², до складу району входило 18 сільських рад, котрим підпорядковувалося 47 населених пунктів: 18 поселень складалися з одного двору, 8 — від 2 до 25 дворів, 3 — від 51 до 100 дворів, 4 — від 101 до 300 дворів і 14 поселень складалися з понад 301 двору. Загальна кількість селянських господарств району становила 9 037, в середньому на 1 поселення припадало 192 селянських господарства. В районі налічувалося 18 трудових шкіл, де навчалося 2 654 учнів, 35 установ політичної освіти, 1 амбулаторія, де працювали 2 лікарів, 1 зубний лікар, 2 фельдшери та 2 повитуха, 3 аптеки. Станом на 17 грудня 1926 року до складу району входило 18 сільських рад.
Ліквідований 1929 року, територію приєднано до складу Фастівського району Білоцерківської округи.